# Parthie

Les régions de l'empire achéménide.

La Parthie est une région historique située au nord-est du plateau iranien, ancienne satrapie de l'Empire des Achéménides et berceau de l'Empire parthe qui domine le plateau iranien et par intermittence la Mésopotamie entre 190 av. J.-C. et 224 apr. J.-C.
Les frontières de la Parthie sont la chaîne montagneuse du Kopet-Dag au nord (aujourd'hui la frontière entre Iran et Turkménistan) et le désert du Dasht-e Kavir au sud. À l'ouest se trouve la Médie, au nord-ouest l'Hyrcanie, au nord-est la Margiane et au sud-est l'Arie. Cette région est fertile et bien irriguée pendant l'Antiquité, et compte aussi de grandes forêts à cette époque.
Les textes assyriens mentionnent un pays nommé Partakka ou Partukka au VIIe siècle av. J.-C. À une époque inconnue, ses habitants ont été assujettis par les Mèdes, qui ont régné sur le premier empire perse avant d'être renversés par Cyrus le Grand en 550 av. J.-C. La Parthie a ensuite appartenu à l'Empire achéménide pendant les deux siècles suivants.

## Histoire

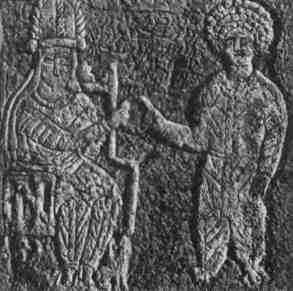
Artaban V et son satrape Khvasak. Bas-relief trouvé à Suse,

La puissance des débuts de l'empire semble avoir été surestimée par certains historiens anciens, qui n'ont pas su clairement séparer l'empire ultérieur de ses origines indo-européennes.
À l'origine, deux frères nommés Arsace et Tiridate se rendent indépendants de la domination séleucide dans des zones reculées de l'Iran septentrional, vers 250 av. J.-C. Antiochos III bat dans un premier temps les Parthes en 206 av. J.-C., mais est battu ensuite par Artaban Ier au mont Labus[Information douteuse]. Toutefois, c'est seulement à partir de la seconde moitié du IIe siècle av. J.-C. que les Parthes, descendants des Scythes, profitent de l'affaiblissement des Séleucides pour contrôler progressivement tous les territoires situés à l'est de la Syrie. Ayant grignoté l’Empire séleucide et leurs autres voisins, les Parthes deviennent les concurrents majeurs de Rome dans l'est de la Méditerranée.
À partir du Ier siècle av. J.-C., les Parthes interviennent fréquemment dans la politique de la Méditerranée orientale et s'opposent aux Romains. Ils acquièrent leur respect lorsqu'ils parviennent à détruire l'armée de Crassus en 53 av. J.-C. à la bataille de Carrhes, et deviennent les plus grands ennemis de Rome. Cette dernière tente en vain de détruire leur empire par des invasions (par exemple sous Trajan). Elle n'y parvient pas, bien que ces incursions les aient considérablement affaiblis. En 224, Ardachêr, le gouverneur de la province achéménide de Fars/Persis/Perside, renverse Artaban V et fonde la dynastie sassanide.
On sait peu de choses des Parthes : ils n'avaient pas de littérature propre et leur histoire écrite se résume aux descriptions partiales de leurs conflits avec les Romains, les Grecs et la Chine. Leur force était une combinaison des tactiques de harcèlement propres à une tribu de cavaliers nomades avec l'organisation nécessaire à l'établissement d'un vaste empire, bien que ce dernier n'ait jamais atteint la puissance des empires achéménide et sassanide. Les royaumes vassaux des Parthes semblent avoir constitué une grande partie de leur territoire. Les cités d'origine grecque (Séleucie du Tigre) disposaient d'une certaine autonomie.
Après leur défaite, les Parthes, alors constitués d'une petite classe de nobles, semblent avoir disparu en laissant peu de traces.

## Illustrations

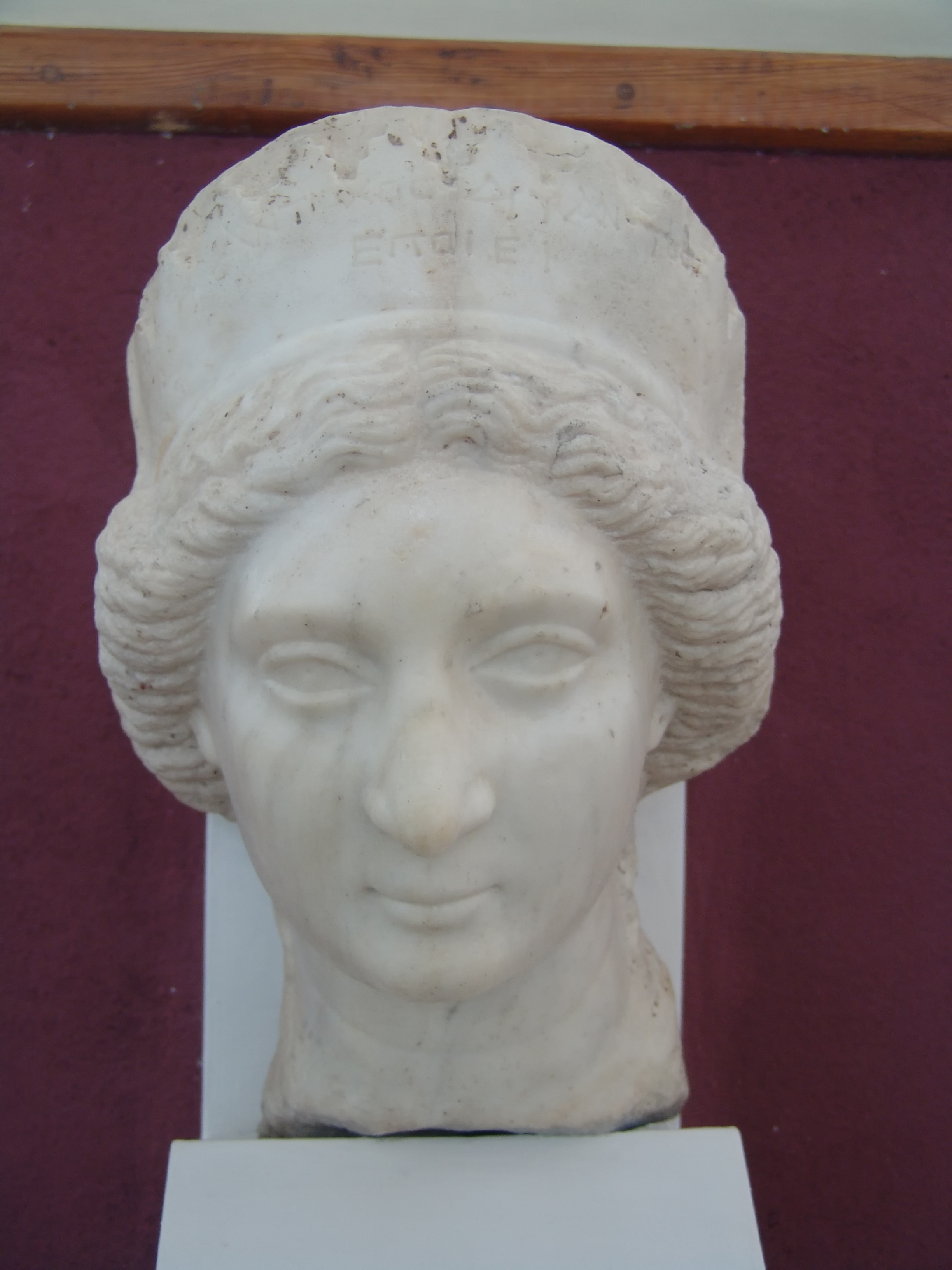
Tête de la reine Musa, épouse du roi Phraatès IV, Ier siècle av. J.-C., musée national d'Iran.
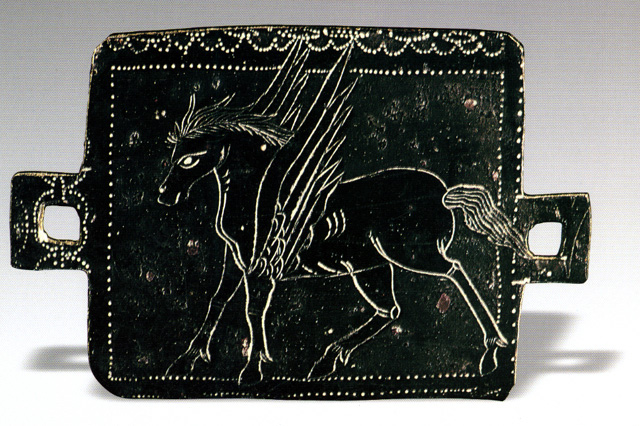
Plaque de bronze de l'époque Parthe représentant Pégase ; découverte dans le Khouzestan.
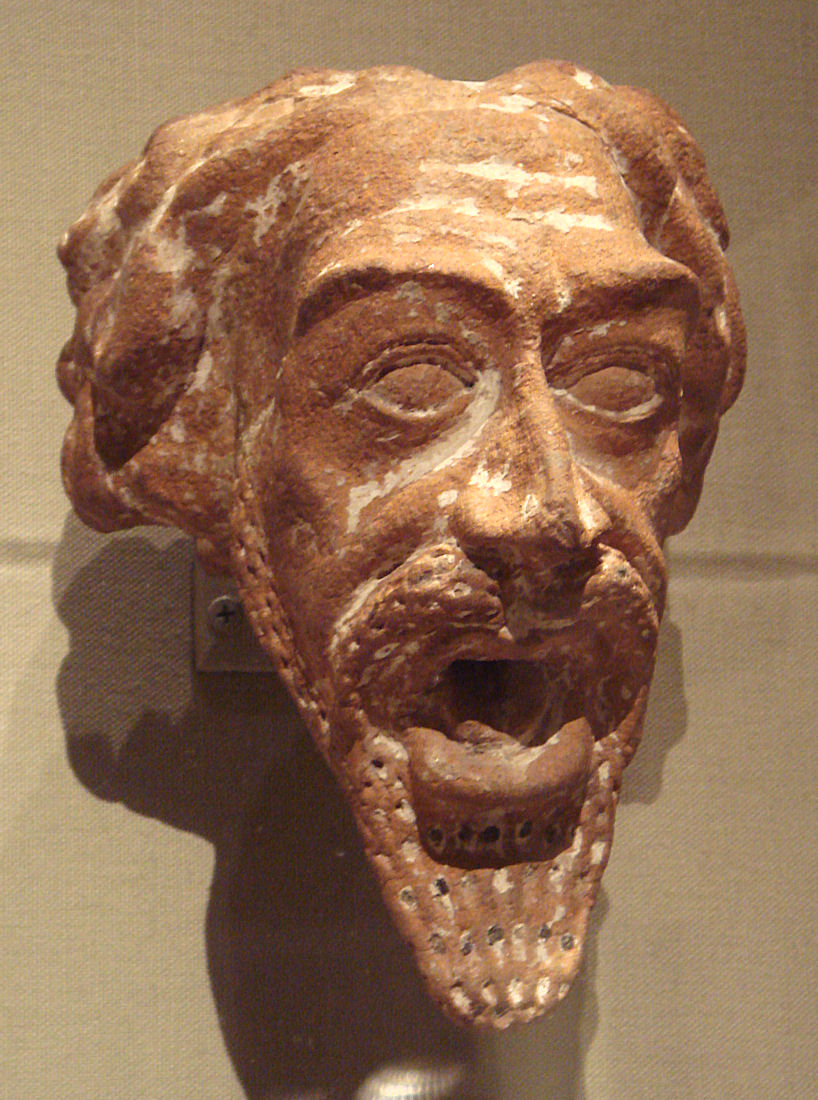
Tête de fontaine d'eau du Ier / IIe siècle.

#### Historien antique
- Justin, Abrégé des Histoires Philippiques de Trogue Pompée [lire en ligne (page consultée le 17 octobre 2009)].

#### Auteurs modernes
- « Les Parthes, l'histoire d'un empire méconnu, rival de Rome », dans Les Dossiers d'archéologie, no 271, mars 2002.
- André Verstandig, Histoire de l'Empire parthe (-250 à 227), Bruxelles, Le Cri Histoire édition, 2001 (ISBN 2-87106-279-X, présentation en ligne).
- Franz Altheim, Alexandre et l'Asie : histoire d'un legs spirituel, Payot, 1954, 421 p. (lire en ligne), chap. X (« Les Parthes »)